# Меликов, Гаджи Юсуфович
Гаджи Меликов Юсуфович (1975 — 26 августа 2006) — лидер террористической группировки «Джамаат Шариат». Четвёртый эмир группировки, убит 28 августа 2006 года.
Меликов находился в федеральном розыске (Кировский РОВД г. Махачкалы) с 20.10.2005 по статьям 205.3, 210, 222 и 317 УК РФ.

## Личная жизнь
Меликов родился в Азербайджанской ССР в селе Кусары, позже переехал в Махачкалу, где работал продавцом на рынке ЦУМ. В 2002 году познакомился с Расулом Макашариповым, который предложил ему присоединиться к группировке и участвовать в джихаде против сотрудников правоохранительных органов. Долгое время оперативники не знали о его причастности к группировке — это выяснилось только после обнаружения в доме Мурада Лахиялова фотоаппарата с фотографиями, где были запечатлены Ясин Расулов, Абузагир Мантаев, Мурад Лахиялов и сам Меликов.
По национальности — лезгин. Был женат. Проживал по адресу: г. Махачкала, ул. Каммаева, д. 13, кв. 69.

## Террористическая деятельность
Меликов был активным участником террористическо-диверсионной группировки Джамаат шариат. Лично участвовал в нападениях на сотрудников правоохранительных органов. Специализировался на изготовлении самодельных взрывных устройств (СВУ), навыки получил в Чечне, где входил в группу Раппани Халилова. Использовал эти знания для организации взрывов и нападений.
«Гаджи Меликов проходил подготовку на территории Чечни в лагерях Хаттаба, являлся личным взрывником полевого командира Раппани Халилова. Созданная им диверсионная группа совершила десятки нападений на правоохранителей и терактов, в результате которых погибли мирные граждане, милиционеры и военнослужащие», — сообщил глава МВД республики.
Меликову удалось единожды выйти из окружения — на улице Энгельса, д. 27. В том доме находились Ясин Расулов, Меликов и беременная жена Расулова. При штурме Расулов отвлекал оперативников, пока Меликов скрылся через запасной выход.

## Смерть
28 августа 2006 года в 5 утра началась спецоперация по задержанию Меликова. После предложения сдаться боевики открыли огонь из окон. В ответ БТРы и бойцы ФСБ применили огнемёт Шмель. Когда дом загорелся, боевики выбежали во двор, где продолжили перестрелку. Меликов был уничтожен к 10 утра вместе с другими боевиками. В перестрелке также участвовал 69-летний журналист Зубаил Хиясов. В ходе зачистки оперативники обнаружили двух женщин — дочерей Зубаила, которые сдались с поднятыми руками.